# Гранд (телесериал)
«Гранд» — российский комедийный телесериал, прямое продолжение ситкома «Отель Элеон». Производством телесериала занимались компании Yellow, Black and White (1—5 сезоны), Keystone Production (1—2 сезоны) и Start Studio (1—5 сезон). Телесериал повествует о комических и драматических ситуациях внутри коллектива московского пятизвёздочного бутик-отеля «Grand Lion», с третьего сезона — загородного эко-отеля «Grand».

## История создания
Во время показа и после завершения 3 сезона сериала «Отель Элеон» на канале СТС о дальнейшей судьбе франшизы работников московского ресторана и отеля ничего не было известно. К тому моменту её создатели и производители (компания Yellow, Black and White) разорвали отношения с данным каналом и создали новый развлекательный телеканал «Супер», принадлежавший холдингу «Газпром-Медиа» и запущенный 1 января 2018 года. Только 10 февраля 2018 года актёр Владислав Ветров, исполнявший роль инженера Бориса Леонидовича, выложил в своём Instagram-аккаунте фотографию торта в форме футбольного мяча, отснятую в декорациях отеля.
В конечном итоге 9 июля 2018 года на YouTube-аккаунте телеканала «Супер» был выложен тизер сериала, приобретшего название «Гранд». Премьера первого сезона состоялась 9 августа 2018 года на видеосервисе START, а телевизионная премьера состоялась на телеканале «Супер» 10 сентября 2018 года в 21:00. Премьера завершилась 11 октября 2018 года. По аналогии с «Отелем Элеон», каждая серия сериала имеет название, которое является последней произнесённой в серии фразой.
Через несколько дней после телепремьеры сериала на сайте «РБК» появилась информация, что во втором сезоне он может лишиться декораций отеля и значительной части героев, ранее представленных в «Кухне» и «Отеле Элеон». Сообщалось, что персонажи якобы будут появляться в намеченных на осень 2019 года продолжениях данных сериалов, права на которые отстоял у Yellow, Black and White бывший партнёр компании в лице СТС. Вскоре информация подтвердилась по сюжету в первом и финальном эпизодах второго сезона.
Съёмки второго сезона сериала проходили с 6 ноября 2018 по 3 февраля 2019 года. Актёрский состав пополнили Семён Трескунов, Джемал Тетруашвили и Алика Смехова.
Премьера второго сезона состоялась 1 марта 2019 года на видеосервисе START, а телевизионная премьера состоялась на телеканале «Супер» 25 марта 2019 года в 21:00. Премьера завершилась 25 апреля 2019 года, а после этого в 22:00 на телеканале «Супер» вышел документальный фильм «Гранд—2. Фильм о фильме», в котором создатели и актёры заявили о работе над третьим сезоном телесериала.
Съёмки третьего сезона сериала стартовали 18 сентября 2019 года, актёрский состав пополнили Елизавета Кононова, Игорь Хрипунов, Александра Урсуляк, Александр Соколовский, Виктор Супрун и Марина Кондратьева. В соответствии с договорённостями, с данного сезона сериал начал сниматься в новых декорациях. Премьера третьего сезона состоялась 1 января 2020 года на видеосервисе START, а телевизионная премьера состоялась на телеканале «Супер» 1 марта 2020 года в 19:00. С 1 по 29 марта 2020 года показ новых серий шёл по воскресеньям, а с 6 апреля 2020 года показ шёл с понедельника по четверг в 21:00. Премьера завершилась 30 апреля 2020 года, а после этого в 22:00 на телеканале «Супер» вышел документальный фильм «Гранд—3. Фильм о фильме».
В апреле 2020 года актёр Александр Соколовский заявил, что четвёртый сезон сериала будет и он планирует снова появиться в нём в роли врача.
Съёмки четвёртого сезона сериала проходили с марта по 23 августа 2020 года. Актёрский состав пополнили Алексей Демидов, Вячеслав Чепурченко. Премьера четвёртого сезона состоялась 5 сентября 2020 года на видеосервисе START, а телевизионная премьера состоялась на телеканале «Супер» 2 октября 2020 года в 20:00. До 16 декабря 2020 года время показа серий периодически менялось. После 16 декабря 2020 года, последние три серии сезона не были показаны ввиду того, что телеканал «Супер» переформатировался в телеканал «Суббота!». Премьера завершилась 1 января 2021 года на видеосервисе START, а оставшиеся три серии были показаны на канале СТС 6 сентября 2021 года.
Съёмки пятого сезона сериала проходили с 26 января по 8 мая 2021 года. Сезон стал финальным. Актёрский состав пополнила Ксения Теплова. Часть съёмок проходила на Мальдивских островах. Премьера пятого сезона состоялась 9 июля 2021 года на видеосервисе START, а телевизионная премьера состоялась на канале СТС 6 сентября 2021 года в 19:00. Премьера завершилась 7 октября 2021 года.
На данный момент планируется показ сериала на СТС LOVE.

## Сюжет
Сериал, отпочковавшийся от успешного «Отеля „Элеон“», продолжит тему авантюрных приключений в гостиничных интерьерах. Речь пойдёт о студентке пятого курса барнаульского института туризма и гостиничного бизнеса Ксюше, мечтающей о карьере управляющей собственным отелем. Её амбиции простираются далеко, однако внимание ректора вуза не оставляет ей шансов даже доучиться. Она бежит в Москву и оказывается в отеле Grand Lion, владельцем которого является эксцентричный миллиардер Лев Федотов.— The Hollywood Reporter
Действия сериала начинаются зимой, вскоре после событий третьего сезона сериала «Отель Элеон». Михаил Джекович и София Яновна снова вместе (поначалу они пытались скрыть это от коллег). Но их любви вновь придётся пережить множество испытаний.
Пётр Алексеевич Романов продал свою половину отеля эксцентричному олигарху Льву Глебовичу Федотову, который активно включается в управление и начинает «реформы», внося сумятицу в коллектив. Федотов переименовывает Eleon в Grand Lion, а также ведёт переговоры с Элеонорой Андреевной о покупке её доли отеля. За неделю до сделки Элеонора попадает в авиакатастрофу и все считают её погибшей. Однако она возвращается в конце первого сезона и влияет на важные события в жизни некоторых героев.
Новым центральным персонажем становится амбициозная и склонная к авантюрам студентка пятого курса Алтайского университета туризма и отдыха Ксения Завгородняя, которая мечтает работать в гостиничном бизнесе и открыть собственный отель. Но домогательства ректора ставят под угрозу не только планы Ксюши, но и её дальнейшее обучение в ВУЗе. Девушка находит смелый, при этом очень скандальный выход из ситуации, после которого ей приходится спасаться бегством из родного Барнаула. В Москве Ксюша рассчитывает устроиться портье в бутик-отель Grand Lion, где работает её отец, Борис Завгородний.
Предприимчивая Ксения представляется дипломированным специалистом, но вскоре её увольняют, и у девушки есть только один шанс получить работу — стать прачкой, начав карьеру с самой нижней ступени отельной социальной лестницы.
В первом сезоне в отель возвращается несколько героев из прошлого сериала — Павел Аркадьевич, который становится наследником Элеоноры Андреевны, так как все считают её погибшей в авиакатастрофе; Кристина Семёновна, успевшая побывать женой Льва Глебовича, а также Дарья Канаева и Егор (в фантазиях Юли Комиссаровой).
Во втором сезоне после приезда из медового месяца Лев Глебович назначает нового молодого перспективного управляющего — Станислава Владимировича Сырского. Он пытается навести порядок в отеле сообразно своим теоретическим познаниям, но на практике с первого дня сталкивается с трудностями и неприятием коллектива.
В третьем сезоне у Льва Глебовича прибавится много хлопот: он открывает загородный новый эко-отель Grand, в котором управляющей становится Ксения, также Лев обретает свою взбалмошную дочь Маргариту, у которой серьёзные проблемы с законом.
В четвёртом сезоне Льву Глебовичу и Ксении вновь предстоит решать проблемы и удовлетворять капризы своих гостей, среди которых популярные блогеры, воры в законе и гости из Японии и Индии. В центре сюжета также оказывается безумный фермер из соседней деревни, многократный победитель сырных выставок, который решает добиться внимания Ксении, отношения которой с начальством меж делом накалились до предела, она очень переживает за свою позицию управляющей.
В пятом сезоне отель Grand ждут большие перемены. Ксения оставляет кресло генерального менеджера и улетает на Мальдивы. Сможет ли она сохранить с Юрием отношения на расстоянии — большой вопрос. Особенно когда рядом с одним из героев оказывается кое-кто из прошлого. Лев Глебович наконец узнаёт о терзавшем его долгие годы недуге, а также займётся поиском любви всей жизни и найдёт её дважды.

## В ролях

### Сезоны 1—2
| Актёр              | Роль |
| ------------------ | --- |
| Екатерина Вилкова  | София Яновна Толста́я (1 сезон) управляющая (general manager) бутик-отелем Grand Lion (1—21 серии), с 21 серии — жена Михаила Джековича, ждёт от него ребёнка, между событиями 1 и 2 сезонов уволилась из отеля. Дальнейшая судьба героини известна в сериале «Кухня. Война за отель» |
| Елена Ксенофонтова | Элеонора Андреевна Галанова (1 сезон) владелица бутик-отеля Grand Lion (1—21 серии), тётя Павла Аркадьевича, в 7 серии после крушения самолёта пропала без вести, в 20 серии вернулась в отель. Дальнейшая судьба героини известна в сериале «Кухня. Война за отель» |
| Милош Бикович      | Павел Аркадьевич (1 сезон) племянник Элеоноры Андреевны. Вернулся в Россию, чтобы получить наследство тёти, не зная, что та выжила. После проведённой ночи с Ксенией и её отказа попытаться построить отношения, вернулся обратно в Сербию. Дальнейшая судьба героя известна в фильме «Отель „Белград“» |
| Григорий Сиятвинда | Михаил Джекович Гебреселассие (1—2 сезоны) заместитель управляющего бутик-отелем Grand Lion (1—21 серии), с 21 серии — муж Софии, друг Сени и лучший друг дяди Бори, между событиями 1 и 2 сезонов уволился из отеля. Дальнейшая судьба героя известна в сериале «Кухня. Война за отель» |
| Сергей Лавыгин     | Арсений Андреевич Чуганин (1—2 сезоны) су-шеф/шеф-повар/повар-универсал/су-шеф/шеф-повар/су-шеф ресторана Victor, муж Марины, лучший друг Феди, друг Михаила Джековича и дяди Бори; встречался с Юлей. Ушёл из отеля вместе с Федей в 43 серии из-за ссоры с Ольгой и решил открыть бизнес. Дальнейшая судьба героя известна в сериале «СеняФедя» |
| Анна Бегунова      | Марина Антоновна Чуганина (1—2 сезоны) главный бухгалтер бутик-отеля Grand Lion (1—21 серии), жена Сени, подруга Насти. Дальнейшая судьба героини известна в сериале «СеняФедя» |
| Михаил Тарабукин   | Фёдор Михайлович Юрченко (1—2 сезоны) шеф-повар/су-шеф/повар-универсал/су-шеф ресторана Victor, лучший друг Сени, встречался с Юлей. Ушёл из отеля вместе с Сеней в 43 серии из-за ссоры с Ольгой и решил открыть бизнес. Дальнейшая судьба героя известна в сериале «СеняФедя» |
| Ольга Кузьмина     | Анастасия Степановна Анисимова (Фомина) (1—2 сезоны) арт-директор ресторана Victor/и. о. управляющего бутик-отелем Grand Lion/арт-директор ресторана Victor/совладелец бара и бармен ресторана Victor, жена Кости, мать Стёпы. Подруга Марины и Софии. В 43 серии ушла из отеля из-за ссоры с Ольгой, после чего вместе с Костей решила уехать в Сингапур. Ждёт второго ребёнка. Дальнейшая судьба героини известна в сериале «Кухня. Война за отель» |
| Виктор Хориняк     | Константин Константинович Анисимов (1—2 сезоны) старший бармен и с 8 серии — владелец бара ресторана Victor, муж Насти, отец Стёпы. В 43 серии ушёл из отеля из-за ссоры с Ольгой, после чего вместе с Настей решил уехать в Сингапур. Ждут с Настей второго ребёнка. Дальнейшая судьба героя известна в сериале «Кухня. Война за отель» |
| Ольга Филимонова   | Ольга Богдановна (1—2 сезоны) шеф-повар ресторана Victor/совладелица/владелица бутик-отеля Grand Lion, подруга и одноклассница Софии, с 22 по 28 серии — жена Льва Глебовича. В 28 серии узнала об измене Льва Глебовича и подала на развод, а в 43 серии, заручившись поддержкой врага Льва Глебовича, заставила бывшего мужа отдать ей отель |
| Данила Рассомахин  | Ярослав (1—2 сезоны) брат-близнец Павла, носильщик (bell-boy) бутик-отеля Grand Lion |
| Павел Рассомахин   | Павел (1—2 сезоны) брат-близнец Ярослава, носильщик (bell-boy) бутик-отеля Grand Lion |
| Семён Трескунов    | Станислав Владимирович Сырский (2 сезон) управляющий (general manager) бутик-отелем Grand Lion/портье бутик-отеля Grand Lion/управляющий (general manager) бутик-отелем Grand Lion, с 35 по 43 серии встречался с Ксенией. В 43 серии остался работать управляющим в отеле Ольги, тем самым предав Ксюшу и закончив с ней отношения |
| Джемал Тетруашвили | Владимир Юсупович Сломнюк (2 сезон) горничный бутик-отеля Grand Lion, в 32—43 сериях жил с Валентиной Ивановной. Конфликтовал с Борисом Леонидовичем из-за Валентины. В 43 серии задержан полицией за мошенничество. Химик по образованию |
| Александр Половцев | Гранин Ярослав Олегович (40, 41, 43 серии) генерал ФСБ, бывший друг детства, а вскоре враг Льва Глебовича. В 43 серии заставил Льва Глебовича, своего врага и бывшего мужа Ольги Богдановны, отдать ей отель |

### Сезоны 3—5
| Актёр                 | Роль |
| --------------------- | --- |
| Мила Сивацкая         | Ксения Борисовна Завгородняя (1—5 сезоны) портье/прачка/горничная/заместитель старшей горничной бутик-отеля Grand Lion (до 43 серии)/управляющая (general manager) эко-отелем Grand (с 44 по 93 серии), управляющая отелем на Мальдивах (с 96 серии), также с 56 серии — совладелец эко-отеля Grand (Федотов и Зуев подарили ей 2% акций отеля), с 64 по 84 серии владела 51% акциями отеля. Родилась 23 сентября 1996 года. Приехала в Москву из Барнаула. Дочь дяди Бори и Ирины Ренатовны, лучшая подруга Юли, с 7 по 17 серии встречалась с Алексеем, с 35 по 43 серии встречалась со Стасом, с 78 серии — девушка Юрия, позже — его невеста |
| Александр Соколовский | Юрий Сергеевич Симонов (3—5 сезоны) врач эко-отеля Grand и личный врач Льва Глебовича, с 78 серии — парень, позже — жених Ксении, в 106 серии уехал с ней на Мальдивы |
| Александр Лыков       | Лев Глебович Федотов (1—5 сезоны) владелец бутик-отеля Grand Lion (1—43 серии)/владелец эко-отеля Grand (с 44 серии), с 22 по 28 серии — муж Ольги. В 43 серии ему пришлось отдать своей бывшей жене Ольге отель, после чего решает открыть новый отель за городом. Отец шестерых детей. Страдает токсоплазмозом |
| Елизавета Кононова    | Маргарита Львовна Федотова (3—5 сезоны) вторая дочь Льва Глебовича, жена Алексея Зуёнка (53—63 серии), с 93 серии — управляющая (general manager) эко-отелем Grand |
| Николай Шрайбер       | Игорь Павлович Зуев (2—5 сезоны) генеральный директор энергокорпорации «Трансбазгаз», приятель и партнёр Льва Глебовича, совладелец эко-отеля Grand (45—64 и с 84 серии). Был арестован в 64 серии, до этого переписал свою долю акций отеля на Ксению (49%), в 73 серии вернулся в отель и в 84 вернул акции отеля / Андрей Павлович Зуев, священник, его брат-близнец (102 серия) |
| Александра Кузенкина  | Юлия Макаровна Комиссарова (1—5 сезоны) горничная бутик-отеля Grand Lion (1—43 серии)/горничная эко-отеля Grand (с 44 серии)/заместитель старшей горничной эко-отеля Grand (45—85 серии), лучшая подруга Ксении, встречалась с Федей и Сеней, встречалась с Григорием, в 85 серии отказалась от его предложения выйти замуж и уехала из отеля с Владимиром (своим бывшим мужем) |
| Игорь Хрипунов        | Григорий Иванович Сафронов (Дырко́) (3—5 сезоны) директор и сомелье ресторана Grand, муж Регины, встречался с Юлей, в 84 серии сделал ей предложение, но она выбрала другого. В 106 серии остался с Региной и принял ребёнка Зуева |
| Александра Урсуляк    | Регина Марковна Сафронова (3—5 сезоны) шеф-повар ресторана Grand, жена Григория. В 64 серии узнала, что ждёт ребёнка от Зуева. Часто конфликтовала с Юлей из-за Григория, после придумала хитрый план, чтобы рассорить своего мужа и Юлю, однако план провалился. В 5 сезоне пыталась жить с Зуевым, в итоге осталась с Григорием |
| Ксения Теплова        | Олеся Синельникова (5 сезон) медсестра эко-отеля Grand, бывшая коллега и возлюбленная Юрия. Возлюбленная Льва Глебовича |
| Владислав Ветров      | Борис Леонидович Завгородний (дядя Боря) (1—5 сезоны) главный инженер (manager of engineering) бутик-отеля Grand Lion (1—43 серии)/главный инженер (manager of engineering) эко-отеля Grand (с 44 серии), отец Ксении, лучший друг Михаила Джековича и друг Сени, с 85 серии — муж Валентины. Со 106 серии — приёмный отец Евгения |
| Наталья Щукина        | Валентина Ивановна Салтыкова (1—5 сезоны) старшая горничная (housekeeping manager) бутик-отеля Grand Lion (1—43 серии)/старшая горничная (housekeeping manager) эко-отеля Grand (с 45 серии), с 85 серии — жена Бориса Леонидовича. Со 106 серии — приёмная мать Евгения |
| Жаннат Керимбаев      | Айбек Керимбаевич Семес (1—5 сезоны) помощник главного инженера бутик-отеля Grand Lion (1—43 серии)/заместитель главного инженера эко-отеля Grand (с 44 серии), встречается с Анной Гупаленко |
| Анжелика Каширина     | Анна Владиславовна Гупаленко (1—2, 5 сезоны) горничная бутик-отеля Grand Lion/заместитель старшей горничной эко-отеля Grand (с 89 серии), встречается с Айбеком |
| Константин Фёдоров    | Леонид Маркович Косьянов (1—5 сезоны) начальник охраны (security manager) бутик-отеля Grand Lion (1—43 серии)/начальник охраны (security manager) эко-отеля Grand (c 44 серии) |
| Алина Носуленко       | Диана Морозова (1—5 сезоны) горничная бутик-отеля Grand Lion/горничная эко-отеля Grand, в 102 серии была уволена |
| Константин Белошапка  | Алексей Викторович Зуёнок (1—3 сезоны) портье бутик-отеля Grand Lion/официант ресторана Victor/управляющий (general manager) бутик-отелем Grand Lion. В 42 серии уволился из отеля. С 7 по 17 серии встречался с Ксенией, оставаясь влюблённым в неё, муж Маргариты Федотовой (53—63 серии), до сих пор влюблён в Ксению |
| Эльберд Агаев         | Тимур Давидович (1—2, 5 сезоны, голос в 3 сезоне) поставщик продуктов в рестораны Victor и Grand |
| Алика Смехова         | Ирина Ренатовна Завгородняя (2, 5 сезоны) мать Ксении, бывшая жена Бориса Леонидовича, владелица сети салонов красоты «Нефертити» в Барнауле |
| Виктор Супрун         | Михаил Михайлович Чирков (3—5 сезоны) егерь эко-отеля Grand, друг Бориса Леонидовича, в прошлом телохранитель и возлюбленный певицы Валерии, в 69 серии был уволен из отеля за покушение на Льва Глебовича, а в 77 серии обратно принят на работу |
| Аким Карасаев         | Алмаз (3—5 сезоны) инженер эко-отеля Grand |
| Марина Кондратьева    | Стелла Анатольевна Седых (3—4 сезоны) медсестра эко-отеля Grand. В 3 сезоне жила с Борисом Леонидовичем, который в 4 сезоне вернулся к Валентине. Узнав об этом, решила отомстить Борису Леонидовичу с Валентиной, симулировав проблемы со здоровьем и кому, однако обман был раскрыт Валентиной. Несмотря на это, активно пыталась вернуть себе внимание Бориса Леонидовича, но безуспешно |
| Алексей Демидов       | Семён Ильич (4 сезон) хозяин фермы «Семёнов двор» с соседней деревни, был влюблён в Ксению, болеет шизофренией, из-за ревности похитил и насильно удерживал своего соперника Юрия Сергеевича, однако к уголовной ответственности привлечён не был, но в 85 серии был арестован за попытку вооружённого захвата отеля |
| Вячеслав Чепурченко   | Андрей Быковский (4 сезон) актёр, был нанят Стеллой Анатольевной, чтобы сыграть роль её сына Николая перед Борисом Леонидовичем и Валентиной |
| Татьяна Шелехова      | Анастасия (1—5 сезоны) хостес ресторана Victor/хостес ресторана Grand |
| Иван Кравченко        | Александр (1—5 сезоны) бармен ресторана Victor/бармен ресторана Grand |
| Вячеслав Аратов       | Вячеслав Аратов (1—5 сезоны) повар ресторана Victor/су-шеф ресторана Grand (в 96 серии озвучен Прохором Чеховским) |
| Семён Немцев          | Анатолий носильщик (bell-boy) эко-отеля Grand (3—5 сезоны) |
| Фёдор Немцев          | Николай носильщик (bell-boy) эко-отеля Grand (3—5 сезоны) |
| Игорь Чернявый        | Игорь (4 сезон) портье эко-отеля Grand |

### Приглашённые знаменитости
- Филипп Киркоров[23] — гость бутик-отеля Grand Lion (2)
- Анатолий Вассерман[24] — подсказывал правильные ответы на вопросы Льву Глебовичу в игре «Мозгобитва» (57)
- Валерия[25] — приглашена в отель на концерт (89)

## Список сезонов
| Сезон | Сезон | Серии | Период трансляции                  |
| ----- | ----- | ----- | ---------------------------------- |
|       | 1     | 21    | 10 сентября — 11 октября 2018 года |
|       | 2     | 22    | 25 марта — 25 апреля 2019 года     |
|       | 3     | 21    | 1 марта — 30 апреля 2020 года      |
|       | 4     | 21    | 2 октября — 16 декабря 2020 года   |
|       | 5     | 21    | 6 сентября — 7 октября 2021 года   |

## Список серий

### Сезон 1
| № серии | Название                          | Премьера         |
| ------- | --------------------------------- | ---------------- |
| 1       | «Хорошенькое начало»              | 10 сентября 2018 |
| 2       | «Ненавижу понедельники»           | 10 сентября 2018 |
| 3       | «Я всё ещё безработный»           | 11 сентября 2018 |
| 4       | «Мелкие неприятности»             | 12 сентября 2018 |
| 5       | «Сто восемьдесят один день»       | 13 сентября 2018 |
| 6       | «От судьбы не уйдёшь»             | 17 сентября 2018 |
| 7       | «Угадай, кто наследник?»          | 18 сентября 2018 |
| 8       | «Давай забудем?»                  | 19 сентября 2018 |
| 9       | «Кто верит предсказаниям?»        | 20 сентября 2018 |
| 10      | «Глупая моя…»                     | 24 сентября 2018 |
| 11      | «А так хорошо всё начиналось»     | 25 сентября 2018 |
| 12      | «Друзья — это хорошо»             | 26 сентября 2018 |
| 13      | «Дай я тебя хоть в щёчку поцелую» | 27 сентября 2018 |
| 14      | «Не люблю стерв…»                 | 1 октября 2018   |
| 15      | «Я в вас ошиблась»                | 2 октября 2018   |
| 16      | «С возвращением!»                 | 3 октября 2018   |
| 17      | «Вперёд к светлому будущему!»     | 4 октября 2018   |
| 18      | «Я согласна!»                     | 8 октября 2018   |
| 19      | «Это моя вина»                    | 9 октября 2018   |
| 20      | «Это не только твой отель»        | 10 октября 2018  |
| 21      | «Амур не промажет»                | 11 октября 2018  |

### Сезон 2
| № серии | Название                             | Премьера       |
| ------- | ------------------------------------ | -------------- |
| 1 (22)  | «Поздравляю с победой!»              | 25 марта 2019  |
| 2 (23)  | «Спасибо»                            | 25 марта 2019  |
| 3 (24)  | «Соблюдайте субординацию!»           | 26 марта 2019  |
| 4 (25)  | «Всё зло от баб…»                    | 27 марта 2019  |
| 5 (26)  | «Ты всё не так понял»                | 28 марта 2019  |
| 6 (27)  | «Будешь со мной работать»            | 1 апреля 2019  |
| 7 (28)  | «Шантаж, угрозы и личное обаяние»    | 2 апреля 2019  |
| 8 (29)  | «А вдруг я маньяк?»                  | 3 апреля 2019  |
| 9 (30)  | «Мы сработаемся»                     | 4 апреля 2019  |
| 10 (31) | «Чтоб я ещё раз женился…»            | 8 апреля 2019  |
| 11 (32) | «Самолёт высоких чувств»             | 9 апреля 2019  |
| 12 (33) | «Ничего не произошло»                | 10 апреля 2019 |
| 13 (34) | «Вот крыса!»                         | 11 апреля 2019 |
| 14 (35) | «Обними маму»                        | 15 апреля 2019 |
| 15 (36) | «Чикипибарум»                        | 16 апреля 2019 |
| 16 (37) | «А я тебя предупреждала»             | 17 апреля 2019 |
| 17 (38) | «Чтоб меня ишак джюнджюрил»          | 18 апреля 2019 |
| 18 (39) | «Прости, я немного неожиданно…»      | 22 апреля 2019 |
| 19 (40) | «За всё приходится платить…»         | 23 апреля 2019 |
| 20 (41) | «Почему я всегда всё порчу?»         | 24 апреля 2019 |
| 21 (42) | «Этот козлина меня недостоин!»       | 25 апреля 2019 |
| 22 (43) | «Ксюша, а ты случайно не беременна?» | 25 апреля 2019 |

### Сезон 3
| № серии | Название                                | Премьера       |
| ------- | --------------------------------------- | -------------- |
| 1 (44)  | «Любимый. Часть 1»                      | 1 марта 2020   |
| 2 (45)  | «Любимый. Часть 2»                      | 1 марта 2020   |
| 3 (46)  | «Она ни в чём не виновата»              | 1 марта 2020   |
| 4 (47)  | «Ему нельзя нервничать»                 | 15 марта 2020  |
| 5 (48)  | «Она спасла меня»                       | 15 марта 2020  |
| 6 (49)  | «Я была не права…»                      | 15 марта 2020  |
| 7 (50)  | «Если вы не заметили, я работаю!»       | 22 марта 2020  |
| 8 (51)  | «Это письмо я написала лично, от души…» | 29 марта 2020  |
| 9 (52)  | «Свадьба отменяется»                    | 16 апреля 2020 |
| 10 (53) | «Тебя ждёт весёлая жизнь»               | 20 апреля 2020 |
| 11 (54) | «В третий раз такое не повторится»      | 21 апреля 2020 |
| 12 (55) | «Неприятная неожиданность»              | 22 апреля 2020 |
| 13 (56) | «Ладно, симпампулька, радуйся»          | 23 апреля 2020 |
| 14 (57) | «Самая тупая игра»                      | 27 апреля 2020 |
| 15 (58) | «Выбирай!»                              | 27 апреля 2020 |
| 16 (59) | «Асланбек»                              | 28 апреля 2020 |
| 17 (60) | «Просто знай это»                       | 28 апреля 2020 |
| 18 (61) | «И что ты ему ответишь?»                | 29 апреля 2020 |
| 19 (62) | «Нам нужно поговорить»                  | 29 апреля 2020 |
| 20 (63) | «Больше никаких преград»                | 30 апреля 2020 |
| 21 (64) | «Это такой благородный поступок»        | 30 апреля 2020 |

### Сезон 4
| № серии | Название                        | Премьера        |
| ------- | ------------------------------- | --------------- |
| 1 (65)  | «Не сработаемся мы…»            | 2 октября 2020  |
| 2 (66)  | «Никуда я не уйду!»             | 2 октября 2020  |
| 3 (67)  | «Его не обманешь»               | 2 октября 2020  |
| 4 (68)  | «Просто я умею решать проблемы» | 2 октября 2020  |
| 5 (69)  | «Я соскучился»                  | 9 октября 2020  |
| 6 (70)  | «Прощайте, ребята…»             | 16 октября 2020 |
| 7 (71)  | «Там есть на что посмотреть»    | 23 октября 2020 |
| 8 (72)  | «Богатырское здоровье»          | 4 ноября 2020   |
| 9 (73)  | «Неоправданные ожидания»        | 5 ноября 2020   |
| 10 (74) | «А где Юрий Сергеевич?»         | 9 ноября 2020   |
| 11 (75) | «Парное молоко»                 | 10 ноября 2020  |
| 12 (76) | «Нас чуть не поймали»           | 11 ноября 2020  |
| 13 (77) | «Меня похитили»                 | 12 ноября 2020  |
| 14 (78) | «Мы перешли на „Ты“»            | 7 декабря 2020  |
| 15 (79) | «Мой усатый ангел»              | 7 декабря 2020  |
| 16 (80) | «Жестокие игры»                 | 14 декабря 2020 |
| 17 (81) | «Привет, пап. Скучал?»          | 15 декабря 2020 |
| 18 (82) | «Вот это кино!»                 | 16 декабря 2020 |
| 19 (83) | «Допрыгаешься!»                 | 6 сентября 2021 |
| 20 (84) | «Я вас напугал?»                | 6 сентября 2021 |
| 21 (85) | «А с симпампулей что делать?»   | 6 сентября 2021 |

### Сезон 5
| № серии  | Название                              | Премьера         |
| -------- | ------------------------------------- | ---------------- |
| 1 (86)   | «Тяжёлый денёк…»                      | 6 сентября 2021  |
| 2 (87)   | «За него пришлось побороться»         | 6 сентября 2021  |
| 3 (88)   | «Вытаскивай сейчас же!»               | 7 сентября 2021  |
| 4 (89)   | «Ты, вообще, на чьей стороне?»        | 8 сентября 2021  |
| 5 (90)   | «Ты самый лучший отец на свете!»      | 9 сентября 2021  |
| 6 (91)   | «Не вешать нос, гардемарины»          | 13 сентября 2021 |
| 7 (92)   | «Потому что… люблю»                   | 14 сентября 2021 |
| 8 (93)   | «Идите в задницу!»                    | 15 сентября 2021 |
| 9 (94)   | «А ты умеешь удивить»                 | 16 сентября 2021 |
| 10 (95)  | «Мы больше не увидимся?»              | 20 сентября 2021 |
| 11 (96)  | «Значит, никогда»                     | 21 сентября 2021 |
| 12 (97)  | «Ким король? Сен король!»             | 22 сентября 2021 |
| 13 (98)  | «Мы — идеальная пара»                 | 23 сентября 2021 |
| 14 (99)  | «Сложный разговор»                    | 28 сентября 2021 |
| 15 (100) | «Да?»                                 | 28 сентября 2021 |
| 16 (101) | «Уже не важно…»                       | 29 сентября 2021 |
| 17 (102) | «Видимо, сегодня не твой день»        | 30 сентября 2021 |
| 18 (103) | «Молчание — золото»                   | 5 октября 2021   |
| 19 (104) | «Я найду другого!»                    | 5 октября 2021   |
| 20 (105) | «Прости…»                             | 6 октября 2021   |
| 21 (106) | «Мне будет не хватать этого дурдома.» | 7 октября 2021   |

## Факты
- Сериал «Гранд» является прямым продолжением сериала «Отель Элеон», который в свою очередь является спин-оффом сериала «Кухня». Таким образом, данные сериалы вместе с полнометражными фильмами образуют одну киновселенную «Кухни»[44].
- С 1 по 2 сезоны фасадом бутик-отеля Grand Lion служил московский бизнес-центр «Александр Хаус», расположенный по адресу ул. Большая Якиманка, д. 1, в московском районе Замоскворечье, на Якиманской набережной Водоотводного канала, рядом с Патриаршим мостом[45].
- С 3 сезона часть натурных съёмок проходит на территории загородного отеля Les Art Resort, который расположен в Рузском районе Московской области[46].
- В 4 сезоне существенно увеличили количество сцен на природе. Кроме этого, появилась новая натурная локация — ферма[47].

### Факты об актёрах и их ролях
- Актёр Виктор Супрун, который с 3 сезона исполняет роль егеря Михаила Михайловича Чиркова, до этого уже снимался в «Кухне» в роли медбрата Николая[48].
- Актёр Игорь Хрипунов, который с 3 сезона исполняет роль директора и сомелье ресторана Григория Сафронова, до этого снимался в «Отеле Элеон» в роли Эдика — погибшего напарника капитана полиции Чагина[49].
- Актриса Елена Подкаминская, которая с 1 по 6 сезоны исполняла роль арт-директора Виктории Сергеевны Гончаровой в телесериале «Кухня», в телесериале «ИП Пирогова» посетила отель «Grand», исполняя роль профессионального кондитера Веры Викторовны Пироговой[50].

## Критика
По сути, «Гранд» — это продолжение «Отеля Элеон», то есть сиквел. Та же комедия, но уже чего-то не хватает, правда, кому чего: кому-то тонкого юмора, кому-то глубины разработки персонажей, кому-то романтических чувств. Приятная внешность главной героини Ксюши в исполнении Милы Сивацкой и столь же милая внешность её ухажёра Алёши (Константин Белошапка) не спасают от недостаточности страсти и огня, который хотелось бы видеть между молодыми людьми, чтобы не отрываться от экрана. Но зато звезда «убойных» сериалов Александр Лыков отлично справился с ролью первого плана, внеся так желаемое разнообразие в несколько скучное повествование.— «Артмоссфера»
Со стороны зрителей нарекание вызывает то, что сериал можно посмотреть только в телеэфире, при этом нелегальные сайты с сериалом подвергаются активной блокировке — по сообщению ТАСС, осенью 2018 года Роскомнадзор заблокировал 27 сайтов и 189 сайтам направил уведомления.